# Relativistic Heavy Ion Collider
Il Relativistic Heavy Ion Collider (lett. "collisore di ioni pesanti relativistico" noto come RHIC, pronunciato /ˈrɪk/) è uno dei due collisori di ioni pesanti nel mondo e l'unico ad essere spin-polarizzato. Si trova presso il Brookhaven National Laboratory (BNL) di Long Island e vi lavora una squadra internazionale di ricercatori.
Usando il RHIC per far collidere gli ioni che viaggiano a velocità relativistiche, i fisici studiano la forma primordiale della materia che è esistita nell'Universo subito dopo il Big Bang.
Negli esperimenti si esplora la struttura di spin del protone facendo collidere i protoni con spin polarizzato. Solo l'LHC del CERN è in grado di far collidere ioni pesanti con più alte energie.
Nel 2010, i fisici hanno pubblicato i risultati delle misure della temperatura raggiunta in un esperimento di collisione con ioni d'oro da cui si è concluso di aver ottenuto una temperatura di oltre 4.000 miliardi di kelvin, il che ha dato luogo alla formazione di un plasma di quark e gluoni fluido.
Gli esperimenti fatti al RHIC sono conosciuti con gli acronimi STAR, PHENIX, PHOBOS, BRAHMS e PP2PP.